# Via Ânia

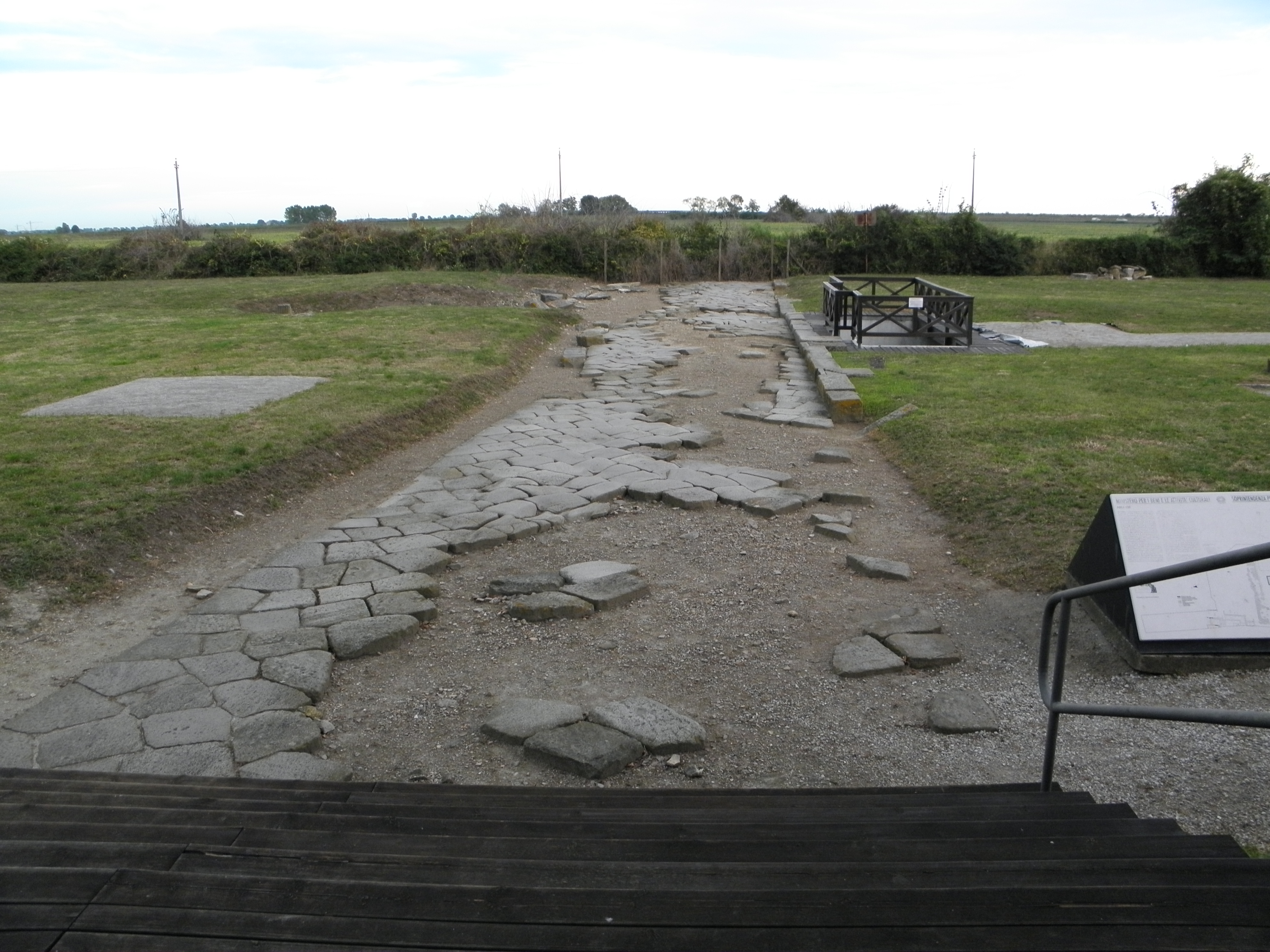
Trecho da Via Ânia em Altino.

Via Ânia (em latim: Via Annia) era uma estrada romana consular  que atravessava a Adriatic Veneti e que ligava Atria a Aquileia, passando por Patávio e atravessando a quase inabitada região da lagoa através de Altino e Júlia Concórdia. A via teve um papel muito importante na romanização da região e era a principal ligação de Roma com a província nordestina de Nórica.

## História
A Via Ânia foi construída pelo pretor Tito Ânio Rufo em 131 a.C.. Passando por trechos pantanosos no vale do baixo Pó, calçadas ergueram a via pavimentada acima do nível do pântano. Já foram descobertos diversos pilares de pedra no caminho, um deles sobre o canal de Grassaga (1922) e outro sobre o antigo leito do Bidoggia. Algumas partes da estrada jamais caíram em desuso enquanto outras se perderam de tal forma que só foram precisamente identificadas com o advento da fotografia aérea, como foi o caso do trecho que atravessa a moderna San Donà di Piave. Entre Padua e Altino, diferentes trechos da estrada são citados nas fontes romanas, o que levou a uma discussão sobre em qual margem do rio Brenta a estrada estaria: dois postos de reabastecimento (em latim: mansiones) são conhecidos neste trecho, locais onde cavalos descansados e acomodações noturnas podiam ser encontrados.